# Unreleased Art, Vol. II: The Last Concert May 30, 1982 – Kennedy Center, Washington D.C.
Unreleased Art, Vol. II: The Last Concert May 30, 1982 - Kennedy Center, Washington D.C. ist ein posthumes Album des Altsaxophonisten Art Pepper. Die am 30. Mai 1982 im Kennedy Center in Washington DC entstandenen Aufnahmen dokumentieren seinen letzten öffentlichen Auftritt und erschienen 2007 auf Widow’s Taste, dem Label seiner Witwe Laurie Pepper. Dies war die zweite Veröffentlichung einer Serie von Aufnahmen aus dem Nachlass mit dem Titel Unreleased Art; sie erschien am 25. Jahrestag des Konzerts.

## Hintergrund
Die Witwe von Art Pepper, Laurie (seine dritte und letzte Frau), gründete das Label Widow’s Taste, um weitere Musik aus dem Nachlass des Saxophonisten herauszugeben und ihn den noch nicht Eingeweihten vorzustellen. Die ersten zwei Veröffentlichungen enthielten Aufnahmen aus dem letzten Jahr seines Lebens. Der Mitschnitt vom Auftritt Peppers beim Kool Jazz Festival ist die zweite Veröffentlichung einer Reihe nie zuvor (zumindest legal) erschienener Live-Aufnahmen ihres verstorbenen Mannes, die sie unter ihrem Label Widow’s Taste veröffentlicht. Laurie Pepper schrieb:
1. „Ich stelle Menschen, die ihn lieben und ihn hören wollen, wirklich unveröffentlichte und ungehörte Kunst vor.“
2. „Ich stelle Art Pepper Leuten vor, die glaubten zu wissen, was Jazz ist (unverständlicher Bebop), damit sie diesen schrecklichen Eindruck korrigieren und ihr Leben mit seelenvoller Schönheit füllen können.“
3. „Ich stelle Art Pepper Leuten vor, die glaubten zu wissen, was Jazz ist (Kenny G) und es nicht mochten. Wenn Sie Kenny G mögen, gehen Sie einfach weg. Hier ist nichts für dich.“[2]

Nach seiner Japantournee startete Pepper im Frühjahr 1982 eine weitere Tournee, die ihren Höhepunkt bei einem Konzert beim Kool Jazz Festival im Kennedy Center in Washington DC fand. Dieser Auftritt, sein letztes Konzert, wurde von Voice of America aufgenommen. Es war wenige Tage vor seinem Krankenhausaufenthalt und seinem Tod aufgenommen, aber man hört keine Spur von Erschöpfung. Begleitet wird der Saxophonist von Roger Kellaway am Piano, David Williams am Bass und Carl Burnett am Schlagzeug. Peppers regulärer Pianist George Cables hatte zu dieser Zeit eine lukrativere Tätigkeit als Sarah Vaughns musikalischer Leiter inne. Unterbrochen wird die Darbietung von Peppers verbalen Beiträgen. Er widmet die Zugabe „When You’re Smiling“ Zoot Sims und obwohl das begeisterte Publikum nach mehr schreit, sollte es nicht sein.
Sechzehn Tage nach seinem letzten Auftritt im Kennedy Center in Washington starb Pepper plötzlich im Alter von 56 Jahren.

## Titelliste

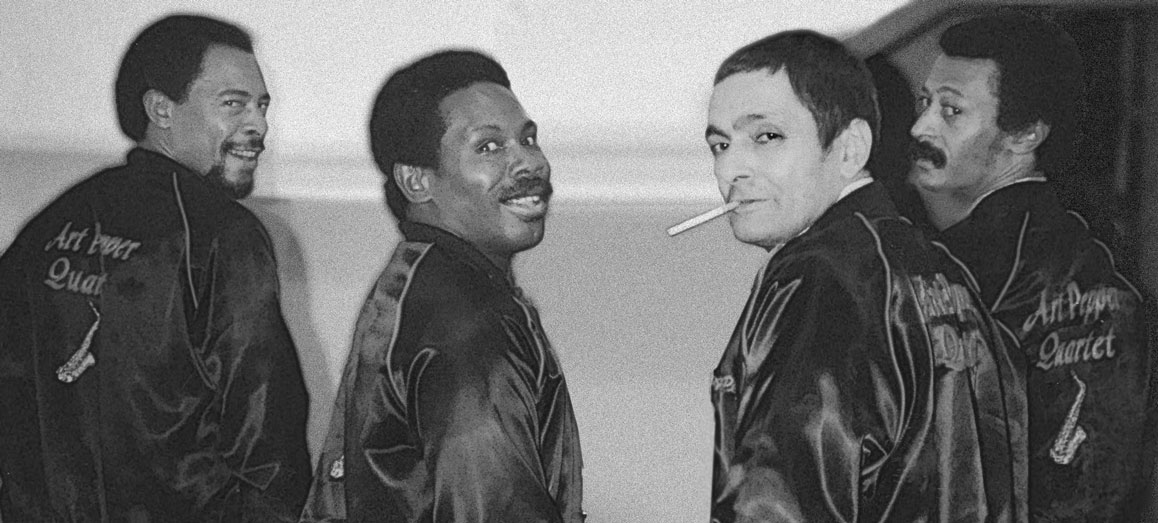
Art Peppers letztes Quartett, mit David Williams, George Cables und Carl Burnett

- Art Pepper: Unreleased Art, Vol. II: The Last Concert May 30, 1982 - Kennedy Center, Washington D.C. (Widow’s Taste APMC 07001)[3]
  1. Landscape (Art Pepper)
  2. Talk – 1:00
  3. Ophelia (Art Pepper) – 8:43
  4. Talk – 0:28
  5. Mambo Koyama (Art Pepper) – 17:12
  6. Over the Rainbow (E. Y. Harburg, Harold Arlen) – 9:56
  7. Talk – 1:31
  8. When You’re Smiling (Joe Goodwin, Larry Shay, Mark Fisher) – 8:05

## Rezeption
Scott Yanow vergab an das Album in AllMusic 4½ (von fünf) Sternen und schrieb: „Während einer einstündigen Darbietung im Kennedy Center in Washington DC setzt Pepper, der in seinen letzten Jahren jedes Solo spielte, als wäre es sein letztes, viel Leidenschaft und Kreativität in ‚Landscape‘, ‚Ophelia‘ und insbesondere ‚Mambo Koyama‘ streckte sich wirklich. ‚Over the Rainbow‘ ist lyrisch, aber nicht weniger intensiv.“ Diese sehr wertvolle Scheibe, resümiert der Autor, sei ein zusätzlicher Beweis dafür, „dass Art Pepper in seinem musikalischen Leben, egal wie seine persönlichen Umstände zu einem bestimmten Zeitpunkt sein mögen, nie weniger als großartig klang.“
Marc Medwin schrieb in All About Jazz, „mit dem Mitschnitt haben die Fans das Glück, diese lebendigen Aufnahmen zu besitzen.“ Der Klang sei nie weniger als akzeptabel und normalerweise sehr klar und deutlich. „Wenn die ersten beiden Teile der Serie Hinweise auf die kommenden Dinge geben, sollte diese Serie Dynamit sein.“
S. Victor Aaron meinte: „Nachdem Pepper ein Leben geführt hatte, das von einer erschütternden Drogenabhängigkeit und all den Folgen, die dies mit sich brachten, kontrolliert wurde, brachte er nicht nur sein Leben in Ordnung, sondern widmete sich ganz seiner Musik und machte seine letzten Jahre zu seinen fruchtbarsten. Er hat diese Welt als einer der weltweit führenden Altsaxophonisten an der Spitze seines Spiels verlassen. Wie bei Clifford Brown war der letzte Auftritt seines Lebens einer von Zuversicht und Vitalität, die dem Schicksal widersprach, ihn bald zu begrüßen.“